# Uberto Bonino
Uberto Fulvio Bonino (La Spezia, 13 marzo 1901 – Messina, 9 giugno 1988) è stato un banchiere e politico italiano.

## Biografia
Figlio di Teofilo Bonino, ammiraglio della Regia Marina e di Luisa Vignolo Koller, si trasferì in giovane età dalla natìa La Spezia a Messina, dove il padre era destinato come comandante di Marisicilia.
Fu amministratore delegato della Molini Gazzi spa e presidente della Banca di Messina.

### Attività politica
Nel 1946 fu eletto deputato all'Assemblea costituente con l'Unione Democratica Nazionale e, dal 1948, fu più volte eletto alla Camera dei deputati, prima sotto le insegne del Blocco Nazionale, poi del Partito Nazionale Monarchico (1953), cui aderì nel 1951, e poi del Partito Monarchico Popolare (1958), cui aderì nel 1956, e, passato nel dicembre 1962 alla Democrazia Cristiana restò a Montecitorio fino al 1963. Fu vicepresidente della Commissione industria e commercio dal 1953 al 1958. Dal 1959 al 1963 fece parte della Rappresentanza della Camera nell'Assemblea parlamentare europea
Nel 1972 tornò in parlamento, ma al Senato della Repubblica, nelle liste del Movimento Sociale Italiano, nel collegio di Messina. Venne poi rieletto anche nel 1976. Nel 1977 lasciò il MSI per aderire al gruppo di Democrazia Nazionale, di cui fu vice presidente, fino al 1979, anno in cui conclude la propria esperienza parlamentare.

### Attività editoriale
Fu inoltre editore del Notiziario di Messina. Nel 1951 fondò la Società Editrice Siciliana, che dal 13 aprile del 1952 iniziò a pubblicare una nuova testata, il quotidiano Gazzetta del Sud.
Nel dicembre 1972, insieme alla moglie, donna Maria Sofia Pulejo, appartenente a una delle famiglie più agiate di Messina, dette vita a una fondazione con l'obiettivo di aiutare giovani neolaureati in medicina e giurisprudenza e di permettere loro, attraverso l'erogazione di borse di studio, di frequentare corsi e stage di perfezionamento.
Uberto Bonino morì nel 1988 all'età di 87 anni e fu sepolto nella cappella di famiglia nel gran camposanto di Messina.